# Конрад фон Бојнебург
Конрад вон Бојнебург (Бишхаусен, 1494 — Шелклинген, 29. јун 1567) био је један од најзначајнијих вођа немачког Ландскнехта.
Нарочито се истакао у Италијанским ратовима, посебно у бици код Павије и при јуришу на Рим. Масакр који је тамо направио највећи је још од пада Западног римског царства. Борио се и у рату против Турака 1532. године.